# NGC 4830
NGC 4830 est une très vaste galaxie lenticulaire située dans la constellation de la Vierge. Sa vitesse par rapport au fond diffus cosmologique est de 3 679 ± 26 km/s, ce qui correspond à une distance de Hubble de 54,3 ± 3,8 Mpc (∼177 millions d'al). NGC 4830 a été découverte par l'astronome allemand Wilhelm Tempel en 1880.
À ce jour, cinq mesures non basées sur le décalage vers le rouge (redshift) donnent une distance de 44,640 ± 11,527 Mpc (∼146 millions d'al), ce qui est à l'intérieur des valeurs de la distance de Hubble. Notons cependant que c'est avec la valeur moyenne des mesures indépendantes, lorsqu'elles existent, que la base de données NASA/IPAC calcule le diamètre d'une galaxie et qu'en conséquence le diamètre de NGC 4830 pourrait être d'environ 119 kpc (∼388 000 al) si on utilisait la distance de Hubble pour le calculer.